# L'Idiot
Pour les articles homonymes, voir Idiot.
L'Idiot (en russe : Идиот) est un roman de l'écrivain russe Fiodor Dostoïevski publié en feuilleton en 1868 et 1869 dans Le Messager russe, et en édition séparée en deux volumes en 1874.

## Composition
Dostoïevski commence L'Idiot à Genève, où il arrive le 13 août 1867. Ses premières notes à propos du roman remontent à la mi-septembre 1867, mais le 22 octobre, il détruit la première mouture du texte et recommence un nouveau récit. Il commence la deuxième partie du roman en janvier 1868, puis, à grand peine la troisième partie. En septembre 1868, la famille Dostoïevski quitte Genève et part pour Milan et s'installe en novembre à Florence. Le roman est terminé en janvier 1869.
Sur le plan personnel, c'est une période extrêmement difficile pour Dostoïevski. En février 1867, contre l'avis de sa famille, il épouse Anna Grigorievna Snitkina, une jeune sténographe qu'il avait engagée l'automne précédent. Mais la multiplication de ses crises d'épilepsie pousse ses médecins à lui recommander un séjour à l'étranger. Le couple Dostoïevski part d'abord pour Moscou, puis visite l'Allemagne (Vilnius, Kaunas, Berlin, Dresde, puis Hombourg, Baden-Baden, Bâle...)

### Un tableau marquant

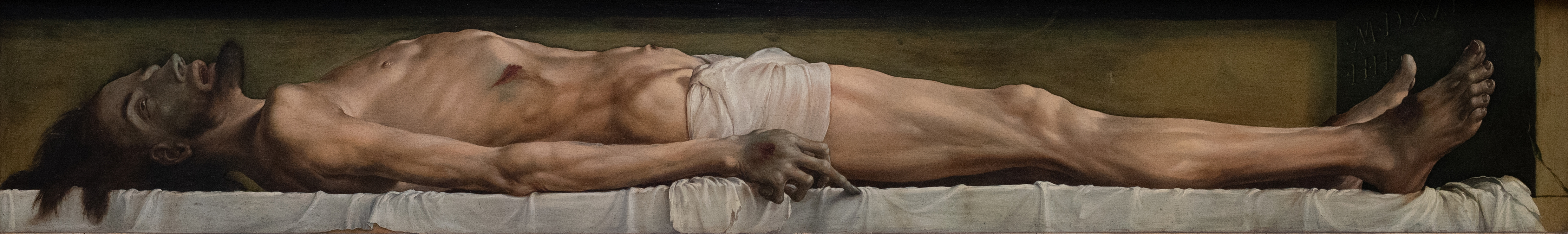
Le Christ mort (1521), par Hans Holbein le Jeune.

Le très bref séjour bâlois, le 24 août 1867, est l'occasion d'une émotion esthético-religieuse pour Dostoïevski, qui est profondément touché par la vision du tableau du peintre Hans Holbein le Jeune, Le Christ mort.

« En route pour Genève, nous avons fait une halte d'une journée à Bâle. Nous voulions voir au musée local un tableau dont mon mari avait entendu parler. Ce tableau est l'œuvre de Hans Holbein, il représente un Christ ayant subi des souffrances inhumaines, qu'on a descendu de la croix et dont le corps est offert à la décomposition. Son visage boursouflé est couvert de plaies sanglantes et son apparence est horrible. Ce tableau a produit sur Fiodor une impression écrasante, et il s'est arrêté devant, comme frappé par la foudre. Quant à moi, je n'avais pas la force de le regarder : il me faisait trop mal, surtout que ma santé n'était pas très bonne. Je suis allée voir les autres salles. Quand je suis revenue quinze minutes ou vingt minutes plus tard, Fiodor était toujours planté devant le tableau, comme enchaîné. Son visage bouleversé présentait cette expression d'épouvante que j'avais observée dans les premières minutes d'une crise d'épilepsie. J'ai pris doucement mon mari par le bras, je l'ai emmené dans une autre salle et fait asseoir sur un banc, Heureusement, elle n'eut pas lieu : Fiodor se calma peu à peu et, au moment de sortir du musée, il insista pour retourner voir le tableau qui l'avait tant impressionné. »

— Anna Dostoïevskaïa,.
Dans ces notes sur L'Idiot, Anna évoque une fois encore le choc que le tableau a provoqué sur Dostoïevski : « Cette œuvre l'avait traumatisé et il m'avait dit alors : « Un tel tableau peut faire perdre la foi. » ».
Enfin, on retrouve dans le texte même de l'Idiot, une allusion à ce moment. Une copie du fameux tableau est accrochée au mur de l'appartement de Rogojine, qui affirme aimer regarder cette toile, Dostoïevski met dans la bouche du prince Mychkine la réplique : « Ce tableau ! s'écria le prince, comme sous l'effet d'une pensée soudaine, ce tableau ! Mais ce tableau peut faire perdre la foi à n'importe qui ! »

### Le séjour genevois
Faute de moyens financiers, le couple Dostoïevski s'installe à Genève. Le climat et la ville déplaisent fortement à l'écrivain. De plus, ils ne connaissent personne et sont très isolés, mais c'est surtout la situation financière qui est insupportable. Endetté jusqu'au cou, l'écrivain emprunte pour rembourser partiellement ses dettes et gagner un peu de temps. Dans ses lettres, il ne parle pratiquement que d'argent. Il commence à jouer à la roulette. À Hombourg d'abord, puis en Suisse, à Saxon-les-Bains. Il y laisse ses derniers sous, allant jusqu'à gager l'alliance de sa femme. La vie genevoise ne lui plaît guère et il envisage de s'installer ailleurs. Ses contacts avec l'émigration russe sont mauvais : à Baden-Baden, il rencontre Ivan Gontcharov et se brouille définitivement avec Ivan Tourgueniev. À Genève, il rencontre Alexandre Herzen, il écoute Mikhaïl Bakounine, mais le courant ne passe pas. Il n'y a guère que Garibaldi qui lui laisse une bonne impression.
Le 22 février 1868 (5 mars dans le calendrier grégorien), sa femme donne naissance à une petite fille, Sonia. Mais l'enfant meurt d'un refroidissement le 24 mai. L'écrivain est très affecté. Le couple s'installe à Vevey. Pour couronner le tout, Dostoïevski apprend qu'il fait l'objet d'une surveillance policière et que sa correspondance est ouverte...

### L'Italie
En septembre, les Dostoïevski partent pour l'Italie, où ils visitent Milan. Dostoïevski admire le dôme (la cathédrale) « massif, marmoréen, gothique, sculpté à jour et fantastique comme un songe ».
Dostoïevski arrive à Florence au début décembre. Une plaque au no 2 de la Piazza Pitti en face du palais Pitti commémore la présence de l'auteur entre 1868 et 1869, où il achève son roman. Là encore, il se plaint du climat pluvieux, qu'il estime préjudiciable à sa santé et qui lui causerait une multiplication de ses crises d'épilepsie.
Le 17 janvier 1869, il envoie les derniers feuillets de L'Idiot au Messager russe.

### Dresde
Dostoïevski quitte Florence le 22 juillet 1869 et entame un lent voyage de retour vers la Russie : Venise, Vienne, Prague, Dresde, Wiesbaden. De retour à Dresde, Dostoïevski brûle ses brouillons le 3 juillet 1871. Le 8 juillet 1871, il rentre à Saint-Pétersbourg.

## Résumé
Le prince Mychkine est un être fondamentalement bon, mais sa bonté confine à la naïveté et à l'idiotie, même s'il est capable d'analyses psychologiques très fines. Après avoir passé sa jeunesse en Suisse dans un sanatorium pour soigner son épilepsie, il retourne en Russie pour pénétrer les cercles fermés de la société russe, sans sou ni attache, mais avec son titre de noblesse et un certificat de recommandation en poche. Il se retrouve par hasard mêlé à un projet de mariage concernant Nastassia Filippovna, jeune femme très belle, adulée par un grand nombre de soupirants, mais dont le seul amant est Totzky, son tuteur de 55 ans qui l'a élevée et en a fait sa maîtresse dès la petite adolescence...
Lors de la soirée d'anniversaire de Nastassia Filippovna, le prince Mychkine voit un jeune homme qu'il a déjà rencontré, Parfione Semionovitch Rogojine, arriver ivre et offrir une forte somme d'argent à la jeune femme pour qu'elle le suive. Le prince perçoit le désespoir de Nastassia Filippovna, il éprouve une immense compassion pour elle et un désir infini de la sauver. Il lui propose de l'épouser. Après avoir accepté son offre, elle s'enfuit pourtant avec Rogojine, car, dit-elle, elle appartient à la rue.
Le prince Mychkine part à Moscou faire les démarches nécessaires pour récupérer un héritage considérable dont on vient de découvrir qu'il lui revenait. Il reste six mois à Moscou. Cependant, ces six mois sont pleins de tension. Nastasia Filipovna est plusieurs fois sur le point d'épouser Rogojine ; mais la veille de la noce, elle s'enfuit pour rejoindre le prince, puis fuit le prince à nouveau.
Le prince arrive à Petersbourg et y rencontre Rogojine. Le prince découvre une relation plus torturée encore qu'il ne le croyait entre Nastasia Filipovna et Rogojine. Rogojine est plein de sentiments contradictoires vis-à-vis du prince qu'il hait comme un rival mais adore d'amitié cependant, à cause de l'immense sincérité du prince. Toutefois, au terme d'une journée de tension extrême, Rogojine tente de tuer le prince, mais ce dernier est paradoxalement sauvé par une crise d'épilepsie qui le fait s'écrouler juste avant le meurtre…
Ayant tissé des liens auprès de la famille Epantchine, le prince fait la connaissance d'une société pétersbourgeoise mêlant des bourgeois, des ivrognes, d'anciens militaires, quelques aristocrates et des fonctionnaires fielleux. Se trouvant du jour au lendemain à la tête d'une grande fortune, il avive la curiosité de la société pétersbourgeoise et vient s'installer dans un lieu de villégiature couru, le village de Pavlovsk. Là, le prince Mychkine va développer un amour profond pour la cadette de la famille Epantchine, Aglaïa (Aglaé) Ivanovna. Si celle-ci se montre profondément émue par ce témoignage d'affection, elle le tourne à plusieurs reprises en ridicule devant tout le monde.
Après une intrigue aux multiples rebondissements, il renonce presque malgré lui à Aglaïa pour tenter de sauver l'âme de Nastassia Filippovna en l'épousant. Nastassia aime le prince, mais elle se considère définitivement souillée et perdue par sa liaison avec Totzky. Elle refuse d'entraîner le prince dans sa déchéance et, le jour du mariage, elle s'enfuit à nouveau avec Rogojine. Celui-ci, fiévreux et consumé par sa passion, l'assassine au cours de la nuit qui suit.
Le roman s'achève donc dans la tragédie : Nastassia Filippovna est assassinée par Rogojine, qui par la suite est condamné au bagne. Le prince, redevenu idiot du fait d'une violente crise d'épilepsie, due au traumatisme engendré par la mort de Nastasie Filippovna, est réinterné, et Aglaïa se brouille avec sa famille pour se perdre avec un faux noble polonais.

## Personnages
Voici 36 des personnages de L'Idiot. L’orthographe des noms provient de la traduction de Victor Derély, disponible sur Wikisource.
Famille du prince
- Le prince Léon Nicolaïévitch Mychkine, 27 ans, « L’Idiot »
- Nicolas Andréitch Pavlichtcheff, décédé, bienfaiteur du prince
- Antip Bourdovsky, 22 ans, faux fils de Pavlichtcheff, simple et nihiliste

Famille de Nastasia Philippovna
- Nastasia Philippovna Barachkoff, 25 ans, fiancée au prince et à Rogojine
- Afanase Ivanovitch Totzky, 55 ans, tuteur et amant de Nastasia Philippovna, ami du général Epantchine, soupirant d'Alexandra Ivanovna, propriétaire
- Daria Alexievna, 40 ans, amie de Nastasia Philippovna et de Totzky, actrice

Famille de Rogojine
- Parfène Séménitch Rogojine, 27 ans, rival et ami du prince, héritier de la fortune paternelle
- Sémen Parfénovitch Rogojine, décédé, père de Rogojine, marchand et bourgeois
- Sémen Séménitch Rogojine, frère de Rogojine
- madame Rogojine, mère de Rogojine
- Zaliojeff, ami de Rogojine, muscadin
- Keller, 30 ans, admirateur du prince, ex-lieutenant, boxeur, journaliste, nihiliste

Famille Epantchine
- Général Ivan Fédorovitch Épantchine, 56 ans, soupirant de Nastasia, propriétaire
- Élisabeth Prokofievna Epantchine, 55 ans, femme du général Epantchine, parente éloignée du prince
- Aglaé Ivanovna Epantchine, 20 ans, fille du général Epantchine et d’Élisabeth Prokofievna
- Alexandra Ivanovna Epantchine, 25 ans, sœur d'Aglaé
- Adélaïde Ivanovna Epantchine, 23 ans, sœur d'Aglaé
- prince Chtch…, 35 ans, fiancé d’Adélaïde, honnête homme
- Eugène Pavlovitch Radomsky, 28 ans, parent du prince Chtch…, ami du prince, ancien soupirant de Nastasia, aide de camp
- princesse Biélokonsky, âgée, marraine d’Aglaé
- prince N…, 45 ans, Don Juan
- Ivan Pétrovitch, âgé, parent de Nicolas Andréïévitch Pavlistchev, a connu le prince enfant, barine anglomane

Famille Ivolguine
- Ardalion Alexandrovitch Ivolguine, 55 ans, général en retraite, ancien camarade du général Epantchine
- Nina Alexandrovna Ivolguine, 50 ans, femme du général Ivolguine
- Gabriel Ardalionovitch Ivolguine (Gania, Ganka, Ganouchka), 28 ans, fils du général Ivolguine et de Nina Alexandrovna, soupirant de Nastasia et Aglaé, secrétaire du général Epantchine
- Barbara Ardalionovna Ivolguine (Varka), 23 ans, sœur de Gania
- Nicolas Ardalionovitch Ivolguine (Kolia), 13 ans, frère de Gania, ami du prince, lycéen
- Ivan Pétrovitch Ptitzine, 30 ans, mari de Barbara Ardalionovna, usurier
- Ferdychtchenko, 30 ans, locataire chez les Ivolguine, fonctionnaire, bouffon
- Marfa Borissovna Térentieff, la quarantaine, veuve, maîtresse du général Ivolguine
- Hippolyte Térentieff, 18 ans, fils de Marfa Borissovna, ami de Kolia, phtisique, nihiliste

Famille de Lébédeff
- Loukian Timoféiévitch Lébédeff, 40 ans, employé, "bas..."
- Viéra Loukianovna Lébédeff, 20 ans, fille de Lébédeff, amie du prince
- Tania Loukianovna Lébédeff, 13 ans, sœur de Viéra
- Lubotchka Loukianovna Lébédeff, 2 mois, sœur de Viéra
- Wladimir Doktorenko, 20 ans, neveu de Lébédeff, nihiliste

## Adaptation au ballet
- 1980 — Première du ballet « L'Idiot » à Leningrad par le maître de ballet Boris Eifman sur le roman homonyme de Dostoïevski et sur la musique de la Symphonie nº 6 de Tchaïkovski[13]
- 2015 — Au printemps et l'été 2015, au théâtre musical d'Omsk le maître de ballet Nadejda Kalinina crée un ballet original « L'Idiot » sur base du roman homonyme de Dostoïevski et une musique de Tchaïkovski. La chorégraphie est différente de celle de Boris Eifman[14]. La première eut lieu le 30 juillet 2015.

## Adaptation au théâtre
- 1983 : adaptation et mise en scène de Téo Spychalski, production du Groupe de la Veillée. Avec, notamment, Gabriel Arcand (Mychkine), Claude Lemieux (Rogogine) et Johanne Marie Tremblay (Nastassia Philipovna); en tournée au Québec et en France de 1984 à 1989[15].
- 1996 : adaptation Thomas Le Douarec, création Centre Mathis, reprise Théâtre de la Main d'Or, 1996.
- 1999 :adaptation d'André Barsacq. Mise en scène de Jacques Mauclair et Gérard Caillaud. Créée au Nouveau Théâtre Mouffetard et filmée au Théâtre de la Madeleine en juin 1999. Existe en DVD, durée 2h45. Version française. Dans le rôle du prince Mychkine : Emmanuel Dechartre et de Nastassia : Françoise Thuriès.
- 2018 : 
  - mise en scène et adaptation théâtrale de Thomas le Douarec. Avec Arnaud Denis, Gilles Nicoleau, Caroline Devismes, Fabrice Scott, Marie Lenoir, Marie Oppert, Solenn Mariani, Daniel-Jean Colloredo, Bruno Paviot. Costumes : José Gomez. Lumières : Stéphane Balny. Musique et bande son : Mehdi Bourayou. Décor : Matthieu Beutter. Perruques et maquillages : Stéphane Testu. Théâtre 14 Jean-Marie Serreau du 17 mai au 30 juin.
  - adaptation théâtrale d'Étienne Lepage et mise en scène par Catherine Vidal avec Renaud Lacelle-Bourdon dans le rôle principal. Présenté au Théâtre du Nouveau Monde du 20 mars au 18 avril 2018[16].

## Adaptation radiophonique
- 1962 : L'idiot, adapté par Georges Govy avec Pierre Vaneck, Marcel Bozzuffi, Jean-Jacques Delbo et Sylvia Monfort. Musique d'Edgar Cosma (oncle de Vladimir Cosma).

## Adaptation à l'opéra
- L'opéra L'Idiot en 4 actes est l'œuvre du compositeur russe Mieczysław Weinberg. C'est le dernier opéra de ce musicien, mort en 1996[17]

## Adaptation en bande dessinée
- En 2015 et 2017, L'Idiot est adapté en roman graphique en deux parties par le bédéiste montréalais Jocelyn Bonnier. L'interprétation moderne se déroule dans la province de Québec, où l'on suit le prince Mychkine (renommé Léon Michaud), un paramédic militaire qui revient au bercail après un séjour en Afghanistan[18].

## Adaptations au cinéma et à la télévision
- 1910 : L'Idiot de Piotr Tchardynine[19]
- 1946 : L’Idiot, film de Georges Lampin avec Gérard Philipe et Edwige Feuillère.
- 1951 : L’Idiot, film d'Akira Kurosawa.
- 1958 : L’Idiot, film d'Ivan Pyriev, adaptation de la première partie, avec Youri Yakovlev et Ioulia Borissova.
- 1968 : L’Idiot, adaptation et mise en scène d'André Barsacq en 1965 au Théâtre de l'Atelier.
- 1985 : L'Amour braque, film de Andrzej Żuławski, adaptation libre de l'intégralité de L'Idiot, avec Francis Huster, Sophie Marceau et Tchéky Karyo
- 1987 : Soigne ta droite, film de Jean-Luc Godard, librement adapté de L'Idiot, dans lequel il joue lui-même le rôle du Prince / de l'Idiot.
- 1999 : Návrat idiota (en), film de Saša Gedeon (en)
- 2001 : L'Idiot (russe : Даун Хаус), film de Roman Romanovitch Katchanov.
- 2002 : L'Idiot (ru), série télévisée de Vladimir Bortko, avec Evgueni Mironov dans le rôle de prince Mychkine.
- 2008 : L’Idiot, film de Pierre Léon.
- 2011 : L'Idiot (en) (estonien : Idioot), film de Rainer Sarnet (en).

## Dans la culture populaire
The idiot, sorti en 1977, premier album d'Iggy Pop et précurseur de la Cold Wave, est un hommage à l'œuvre de Dostoïevski.
Dans le film The Machinist, nous pouvons voir une scène où Trevor, le protagoniste, lit le livre The Idiot.

## Interprétations
L'Idiot est l'un des romans les plus complexes de Dostoïevski. En effet, le récit met en scène une quarantaine de personnages, qui ont tous des caractères bien distincts.
L'enchevêtrement des intrigues donne lieu à des rebondissements permanents et imprévisibles. L'écriture de Dostoïevski parvient à rendre le lecteur anxieux dans l'attente de la réaction de chaque personnage.
En plus d'un portrait fidèle de la « bourgeoisie » russe de cette époque, le roman expose les difficultés de la vérité et de la sincérité dans les cercles mondains. En effet, le prince bouleverse les conventions, car il s'exprime avec clarté, sincérité et spontanéité. Ses contemporains se montreront tour à tour outrés et fascinés par cette caractéristique du prince. Il ne tarde pas en outre à déchaîner les passions et se crée des ennemis (Hippolyte, Gania) malgré son caractère débonnaire et angélique.

## La figure du prince Mychkine
Par bien des aspects, la figure du prince Mychkine est christique : sa simplicité est caractéristique du fol en Christ. En effet, cet homme bon et aimant débarque au milieu d'une société artificielle et corrompue. Il s'exprime avec la simplicité et la force du langage du cœur, ce qui prend nombre de ses contemporains au dépourvu. Il discerne ce qui se trame dans les cœurs et ne se soucie pas des complots et des intrigues qu'il juge superficiels et regrettables. Il pardonne par amour à ses « amis » les trahisons les plus cruelles (celle de Lébédev par exemple), et justifie toujours leur faute par l'ignorance ou la faiblesse. Il représente la douceur de la folie contrastant avec la violence folle qui anime son concurrent et ami Rogojine. En cela, les personnages fous de Dostoïevski poursuivent toute une tradition marquée précédemment par ceux de Nicolas Gogol et poursuivie depuis à travers ceux d'Andreïev, Soljenitsyne ou Oulitskaia.
Sa relation avec Nastassia Philippovna n'est pas un amour conventionnel. Il n'hésite pas à déclarer que cette femme est « folle » et que son visage « le terrorise ». Nastassia Philippovna a été abusée au cours de son enfance, et nourrit une culpabilité et un mépris d'elle-même inguérissables. Le prince tente de sauver son âme en lui offrant son amour, sacrifiant sa vie et son amour pour Aglaia. Sa tentative se révèle un échec, et le récit se termine par une boucle, ramenant le prince à son point de départ, en internement en raison de son épilepsie.

#### Éditions françaises
- Fiodor Dostoïevski (trad. Albert Mousset, préf. Pierre Pascal), L'Idiot, Paris, Gallimard, coll. « Bibliothèque de la Pléiade » (no 94), 3 mars 2009 (1re éd. 1953), 1372 p. (ISBN 978-2-07-010176-4)
- Fiodor Dostoïevski (trad. André Markowicz, préf. André Markowicz), Crime et Châtiment. Le Joueur. L'Idiot (anthologie), Arles, Actes Sud, coll. « Thesaurus », septembre 1998, 1360 p. (ISBN 978-2-7427-1936-5), partie 3, « L'Idiot »
- Fiodor Dostoïevski (trad. André Markowicz), L'Idiot : Roman préparatoire et fragments annexes (Carnets de L'Idiot), Arles, Actes sud, coll. « Babel », 1993, 156 p. (ISBN 978-2-7427-5370-3)

#### Études
- Philippe Chardin, Un roman du clair-obscur, "L'Idiot" de Dostoïevski, Paris, Minard, 1976
- Joseph Frank (trad. de l'anglais par Aline Weill et Joseph Frank), Dostoïevki : Les années miraculeuses (1865-1867) (biographie), Arles, Actes Sud, coll. « Solin », 1998, 714 p. (ISBN 2-7427-1546-0, présentation en ligne)
- Leonid Grossman (trad. Michèle Kahn, préf. Michel Parfenov), Dostoïevski, Paris, Parangon, coll. « Biographies », 2003, 520 p. (ISBN 2-84190-096-7)
- Daniel S. Larangé, « De retour de nulle part : un espace de l’ailleurs chez Fédor M. Dostoïevski », in : Une Suisse, des exils, éds. Emmanuel Cherrier et Karl Zieger, Valenciennes, Agmen Camelia/Presses universitaires de Valenciennes, 2008 (Recherches valenciennoises ; 27), p. 137-152
- Virgil Tanase, Dostoïevski, Paris, Gallimard, coll. « Folio biographies » (no 92), 2012, 425 p. (ISBN 978-2-07-043902-7)
- Jérôme Thélot, "L'Idiot" de Dostoïevski (commentaire), Paris, Gallimard, coll. « Foliothèque » (no 151), 2008, 240 p. (ISBN 978-2-07-033953-2)
- Romano Guardini (trad. de l'allemand Herni Engelmann et Robert Givord), L'univers religieux de Dostoïevski, Paris, éditions du Seuil, 1947, p. 255